# 스레치코 코소벨
스레치코 코소벨(슬로베니아어: Srečko Kosovel, 1904년 3월 18일~1926년 5월 26일)은 슬로베니아의 시인이다. 중앙유럽의 주요 모더니즘 시인 중 한 명으로 간주되며 이탈리아에 합병된 슬로베니아 지역의 강제적인 이탈리아화에 저항하는 정치적 의지를 담긴 시를 썼다. 1926년 감기에서 악화된 수막염으로 22세의 나이로 요절했으나 생전 500여편의 시를 남겼고 그의 작품 대부분 사후에 발간되었다. 

## 작품
- 〈황금 뗏목〉(Zlati coln, 1954)
- 〈나의 시〉(Moja pesem, 1964)
- 〈죽음의 엑스터시〉(Ekstaza smrti, 1964)
- 〈우리의 흰 고양이〉(Naše bela mačica, 1969)